# Hughes H-1 Racer
Hughes H-1 Racer (jinak též Hughes 1B) je závodní letoun vyvinutý americkým výrobcem Hughes Aircraft. Poprvé vzlétl roku 1935. Howard Hughes s ním roku 1935 stanovil světový rychlostní rekord a v roce 1937 s ním uskutečnil rekordní nonstop transkontinentální přelet. H-1 Racer je považován za jeden z nejelegantnějších letounů své doby, který měl významný vliv na rozvoj letectví. Jediný vyrobený exemplář se dochoval v Národním muzeu letectví a kosmonautiky.

## Historie

### Vývoj

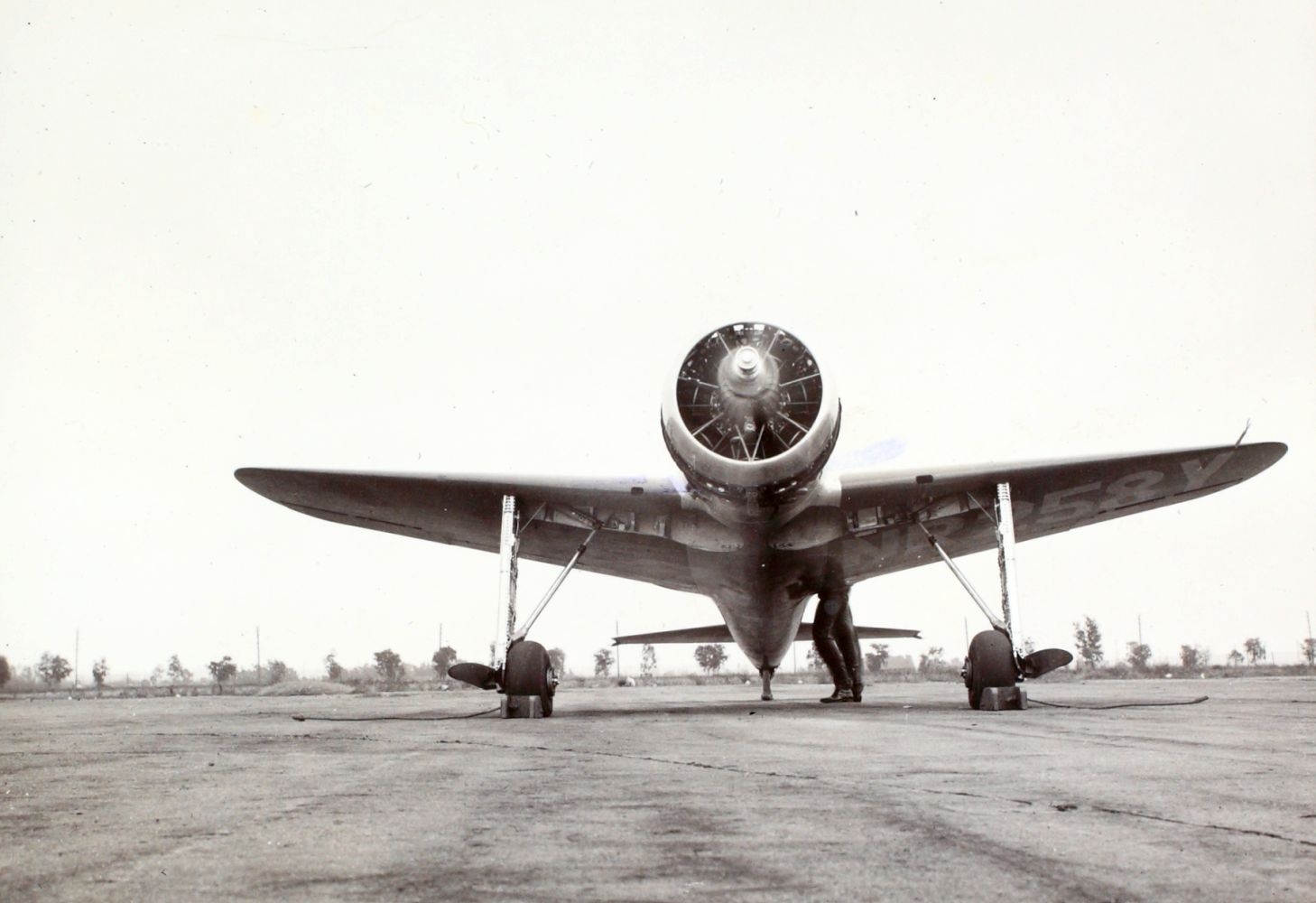
Hughes H-1 Racer v původní verzi s krátkými křídly. Fotografie pochází ze sbírky Frank S. „Luke“ Luqueer Photograph Collection.

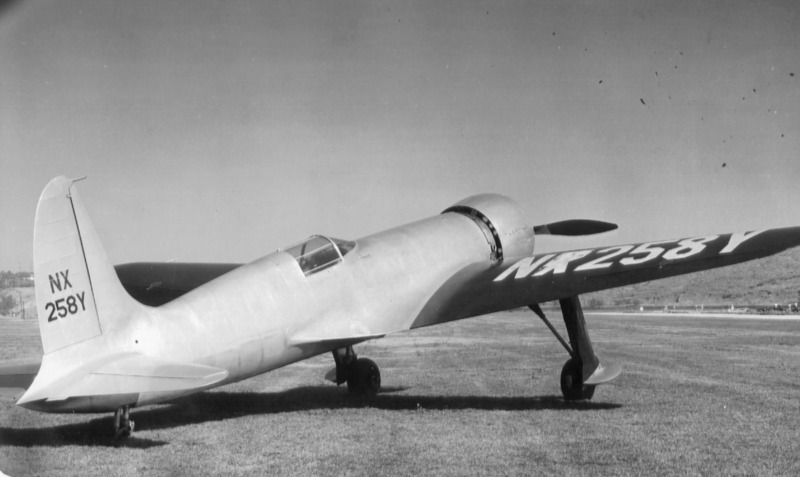
Hughes H-1 Racer s dlouhými křídly na snímku ze sbírky Ray Wagner Collection

Za vznikem letounu byl americký podnikatel, filmař a letec Howard Hughes, dědic úspěšné společnosti na výrobu vrtných zařízený Hughes Tool Company. Hughes byl velký nadšenec do letadel od roku 1927, kdy se naučil létat. Letectví patřilo i k jeho komerčním zájmům. Roku 1930 produkoval epický letecký film z první světové války Pekelní andělé, později pod falešnou identitou pracoval pro American Airways (ještě později ovládl aerolinie Trans World Airlines) a účastnil se i leteckých závodů. Roku 1932 založil společnost Hughes Aircraft (nejprve jako pobočku Hughes Tool). Roku 1934 zvítězil v závodě Sportsman Pilot Free for All s letounem Boeing Model 100A, což byla upravená verze stíhacího dvouplošníku Boeing P-12. V roce 1934 na letecké přehlídce All-American Air Meet v Miami si měl Hughes postěžovat svému vedoucímu výroby Glennu Odekirkovi, že tam není žádné pořádné letadlo. Odekirk mu odvětil, že nebude spokojený dokud nepostaví své vlastní. Hughes se rozhodl postavit nejrychlejší pozemní letoun na světě. Věděl přitom, že absolutní rychlostní rekord, držený tehdy hydroplánem Macchi Castoldi M.C. 72, by byl nad jeho síly.
Jak bylo Hughesovým zvykem, přistoupil ke svému záměru metodicky. Vedoucím výroby byl Glenn Odekirk a konstrukční tým vedl Richard Palmer, kterého Hughes přetáhl od společnosti Lockheed. Konstrukční a výrobní tým sestavili společně. Modely různých křídel, krytů motorů a ocasních ploch testovali v aerodynamickém tunelu v Kalifornském technologickém institutu (CalTech). Hughes pro ně najal hangár na letišti Grand Central Air Terminal v Glendale v Kalifornii. Vývoj probíhal v přísném utajení, přesto sám Hughes zveřejnil infomaci, že dle výsledků zkoušek v aerodynamickém tunelu by jím vyvíjený letoun mohl mít rychlost až 585 km/h. Tisk dal letounu obestřenému tajemstvím přezdívku „Hughes Mystery Ship“.
V roce 1935 byl stíhací derivát letounu H-1 Racer, pojmenovaný Hughes XP-2, neuspěšné nabídnut armádnímu letectvu. Spolu s ním byl posuzován i Wedell-Williams XP-34, který měl rovněž původ v závodních letounech a dvoumístný Seversky SEV-2XP. Společnosti Hughes letectvo nedůvěřovalo, protože ještě nepostavila letadlo. Ani projekty společností Wedell-Williams a Seversky nebyly přijaty. Společnosti Seversky ale bylo umožněno postavit další prototyp a vývoj SEV-2XP vyústil ve stíhací letoun Seversky P-35.
Jediný postavený exemplář letounu H-1 Racer (NX258Y) byl dokončen 10. srpna 1935. Po týdnu byl převezen na letiště Mines Field u Los Angeles k prvnímu letu, který se uskutečnil 17. srpna 1935. Při prvním letu jej pilotoval osobně Howard Hughes. Později zalétal i další své leotuny. Kvůli problémům s vrtulí let trval patnáct minut. Dne 28. srpna 1935 Hughes podruhé odstartoval s opraveným letounem a po více než hodině přistál v Burbanku. Před přistáním však zápasil s nevysunutým hlavním podvozkem a dokonce zvažoval, že jej opustí na padáku. Nakonec pomohl nouzový systém navržený Odekirkem, k jehož instalaci byl dříve Hughes kritický.

### Rychlostní rekord
Po zalétání letounu se Hughes začal připravovat na pokus o dosažení rychlostního rekordu pro pozemní letouny. Jeho držitelem tehdy byl francouz Raymond Delmotte s letounem Caudron C.460 (505,85 km/h). Po pouhých čtyřech letech v délce tří hodin byl H-1 Racer přesunut na letiště Eddie Martin Airfield v Santa Ana, kde měl být rekord dosažen. Rekord se Hughes pokusil získat už 12. září 1935, ale začal pozdě odpoledne a kvůli postupujícímu soumraku od něj upustil.
Druhý den v pátek 13. září 1935 Hughes svůj pokus zopakoval, přičemž kromě pozemních pozorovatelů na něj ze vzduchu dohlíželi Amelia Earhartová a Paul Mantz v letounu Lockheed 5C Vega patřícímu Earhartové. Čtyřmi průlety na tříkilometrové trati v předepsané výšce Hughes ustavil nový rychlostní rekord. V euforii z takového úspěchu udělal ještě pátý a šestý průlet, ale před sedmým průletem tratě jeho H-1 Racer vyčerpal palivo v hlavní nádrži a motor zhasl. Hughes se obával, že po přepnutí na pomocnou nádrž už nestihne nastartovat motor, proto raději nouzově přistál na břicho na pole. Přistání bylo řízené a letoun byl jen lehce poškozen, což bylo důležité, neboť pravidla vyžadovala, aby letoun po získání rekordu přistál nepoškozen. Dne 5. listopadu 1935 Mezinárodní letecká federace (FAI) v Paříži uznala rekord v hodnotě 567,11 km/h. Roku 1939 jej překonal německý letoun Heinkel He 100.

### Transkontinentální přelet

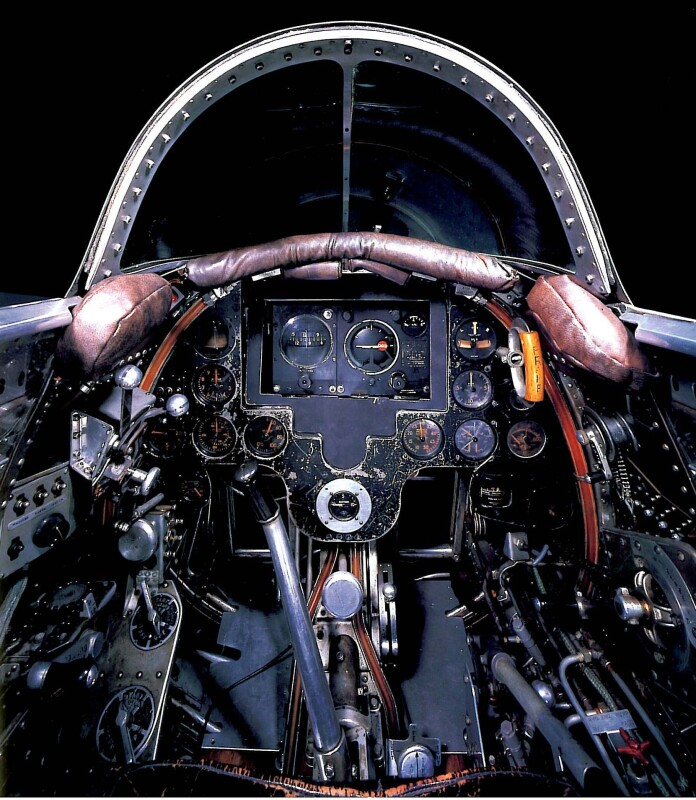
Kokpit letounu H-1 Racer byl pro transkontinentální přelet výrazně upraven

Dalším Hughesovým cílem bylo upravit H-1 Racer pro transkontinentální přelet Spojených států amerických. Práce opět vedli Odekirk a Palmer. Nejdůležitější bylo vybavit letoun novými křídly s větším rozpětím a výrazně větší zásobou paliva. Vylepšení ale bylo mnohem více. Například byl kokpit vybaven navigačním vybavením a rádiem. Upraven byl motor. Práce trvaly dosti dlouho.
Zatímco byl Racer přestavován, Hughes si od Jacqueline Cochran pronajal její letoun Northrop Gamma 2G, vybavil jej novým motorem Wright R-1820 Cyclone a ve dnech 13.–14. ledna 1936 s ním uskutečnil rekordní transkontinentální přelet v čase 9 hodin, 26 minut a 10 sekund a s průměrnou rychlostí 417 km/h. Následně Hughes plánoval s H-1 Racer tento svůj rekord ještě překonat. Předtím ale s půjčeným Northropem Gamma uskutečnil další rekordní dálkové lety: z Miami do New Yorku za 4 hodiny, 21 minut a 32 sekund a v květnu 1936 z Chicaga do Glendale za 8 hodin, 10 minut a 25 sekund. Vše bylo součástí jeho příprav na nový rekord.
Přestavěný H-1 Racer (NR258Y) se do vzduchu vrátil 28. prosince 1936 a opět s Hughesem v kokpitu. V následujícím období pokračovaly zkoušky letounu. Dne 19. ledna 1937 Hughes odstartoval z Burbanku v Kalifornii a po 7 hodinách, 28 minutách a 25 sekundách přistál v Newarku v New Jersey. Dosáhl průměrné rychlosti 535 km/h. Svůj předchozí rekord tak vylepšil o více než dvě hodiny. Až roku 1946 jej překonal Paul Mantz s upraveným letounem P-51C Mustang „Blaze of Noon“.

### Dálší léta
Po rekordním transkontinentálním přeletu Hughes nechal svůj H-1 Racer měsíce odstavený v hangáru v Newarku a poté jej nechal přelétnout do Burbanku. Sám s ním již nikdy neletěl. Raději se soustředil na plánování svého dalšího rekordu: obletu světa. První oblet uskutečnily roku 1924 letouny Douglas World Cruiser Armádní letecké služby Spojených států amerických. Ze čtyř trasu dokončily dva, pojmenované New Orleans a Chicago (posádky Lowell H. Smith a Leslie P. Arnold, Erik H. Nelson a John Harding Jr.). Trvalo jim to 174 dnů. Další dva oblety světa uskutečnil jednooký pilot indiánského původu Wiley Post s letounem Lockheed Vega 5C „Winnie Mae“. Poprvé s ním roku 1931 letěl navigátor Harold Gatty a trasu zvládli za osm dnů. Roku 1933 Post se stejným letounem jako první člověk uskutečnil sólový oblet světa. Trvalo mu to sedm dnů. Howard Hughes pro svůj rekordní let nejdříve koupil jediný vyrobený Douglas DC-1, aby následně dal přednost hydroplánu Sikorsky S-43, ale zničil jej při havárii. Svůj rekordní oblet světa nakonec uskutečnil roku 1938 s dopravním letounem Lockheed Model 14-N2 Super Electra. Potřebovali k tomu mírně přes 91 hodin.
Mezitím byl opět zvažován vývoj stíhacího letounu odvozeného od H-1, ale Hughes už preferoval jiné projekty (Hughes D-2, Hughes XF-11, Hughes H-4 Hercules) a roku 1940 prodal Racer i s dokumentací společnosti Timm Aircraft Company. Piloti Otto Timm a Vance Bresse vrátili H-1 Racer (s registrací NX258Y) do vzduchu. Stíhací derivát letounu ale ani tentokrát nevznikl. Později Hughes letoun odkoupil zpět a dalších třicet let jej pečlivě skladoval v klimatizovaném hangáru v továrně Hughes v Culver City v Kalifornii. Na svůj výtvor byl hrdý a nekolikrát poznamenal, že jeho úspěchy napomohly pozdějšímu vzniku výkonných stíhacích letounů s hvězdicovými motory, jako byl americký P-47 Thunderbolt a japonské A6M.

### Muzejní exponát

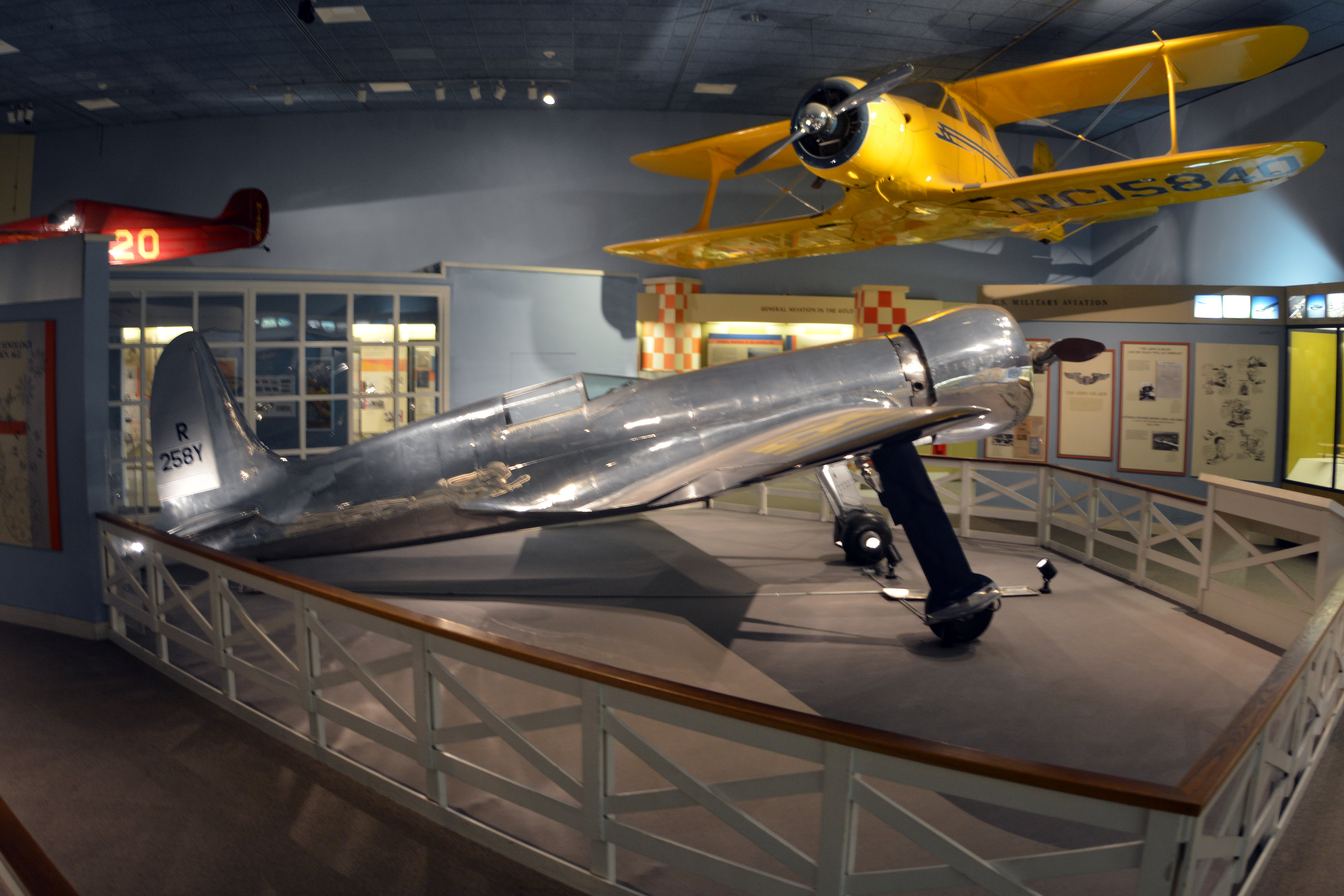
H-1 Racer vyfocený roku 2014 v expozici Golden Age of Flight amerického Národním muzeu letectví a kosmonautiky. Roku 2019 byl přemístěn kvůli rekonstrukci budovy.

Roku 1975 letoun do svých sbírek získalo Národní muzeum letectví a kosmonautiky ve Washingtonu, D.C. Hughes jej muzeu věnoval nedlouho před svou smrtí. V té době měl H-1 Racer nalétáno 40,5 hodiny, z toho méně jak polovinu pilotován samotným Hughesem. Do Washingtonu byl letoun přepraven v rozmontovaném stavu. Vystaven byl v expozici Zlatý věk letectví (Golden Age of Flight) v budově National Mall. V expozici stál vedle letounu Northrop Gamma 2B „Polar Star“ polárního průzkumníka Lincolna Ellswortha, závodního letounu Wittman Special 20 „Buster“, letounu Curtiss J-1 Robin „Ole Miss“, se kterým bratři Fred a Al Key roku 1935 dosáhli rekordu v délce letu a letounu Beech C17L Staggerwing, který vlastnil Edwin E. Aldrin Jr., otec astronauta Buzze Aldrina. Originální krátká křídla pro H-1 Racer byla uložena v depozitáři muzea.
V roce 2019 Byl H-1 Racer kvůli rekonstrukci budovy National Mall přesunut do Steven F. Udvar-Hazy Center, které je pobočkou Národního muzea letectví a kosmonautiky. Po nějaké době byl vystaven v hangáru Boeing Aviation. Před prototyp Boeing 367-80 byl umístěn v rozmontovaném stavu: trup a křídla odděleně.

## Repliky

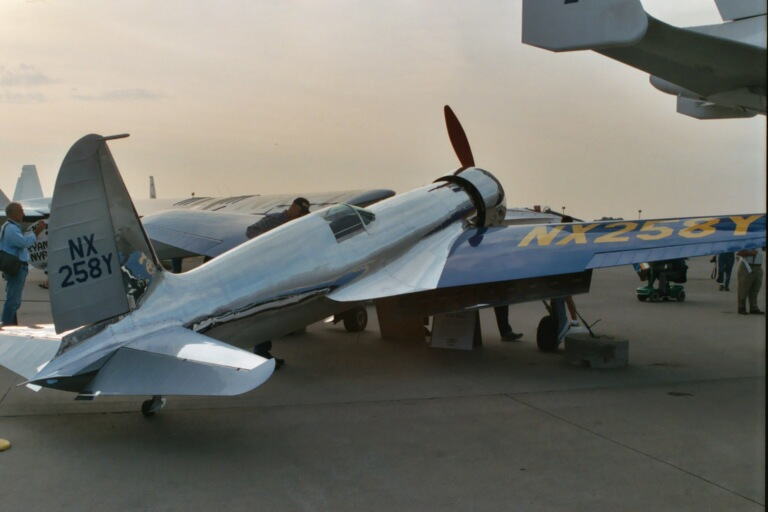
Replika letounu H-1 Racer Jima Wrighta v Oshkoshi roku 2003. Tento letoun byl zničen při nehodě.

Do roku 1992 byla statická replika letounu H-1 Racer umístěna na pylonu v blízkosti muzejního Hughes H-4 Hercules „Spruce Goose“ a pasažérské lodě RMS Queen Mary v Long Beach. Poté byl letoun „Spruce Goose“ přesunut do jiného muzea a replika H-1 pitovala do Evergreen Aviation and Space Museum v McMinnville ve státě Oregon a poté do National Air Race Museum (Národní muzeum leteckých závodů) v Renu. Následně byla replika uložena do skladu.
Další replika H-1 Racer vznikla pro film Letec (2004, režie Martin Scorsese). Po natáčení byla vystavena v Santa Maria Museum of Flight v Santa Maria v Kalifornii.
Velmi přesnou repliku H-1 Racer s dlouhými křídly postavil pilot Jim Wright z Oregonu s týmem svých spolupracovníků. Nápad na stavbu repliky dostal už v roce 1978 při čtení článku A Movie Magnate’s Racer v časopise Popular Aviation z roku 1937. Využil přitom výsledky měření skutečného letounu, které provedl roku 1998. Stavba repliky si vyžádala 35 000 hodin práce. Hotový letoun poprvé vzlétl roku 2002. Ve stejném roce Wright předvedl repliku H-1 Racer na leteckých závodech v Renu. V roce 2003 se účastnil letecké přehlídky EAA Airventure v Oshkosh ve Wisconsinu, avšak při návratu smrtelně havaroval v Yellowstonském národním parku. Letoun byl zničen.
Stavba nejnovější repliky letounu H-1 Racer probíhala k roku 2025 v muzeu San Diego Air and Space Museum v San Diegu. V tomto případě je stavěna původní rychlostní verze s krátkými křídly.

## Výskyt v kultuře
Hughes H-1 Racer se objevuje ve filmu Letec (2004, režie Martin Scorsese) o životě Howarda Hughese.

## Popis

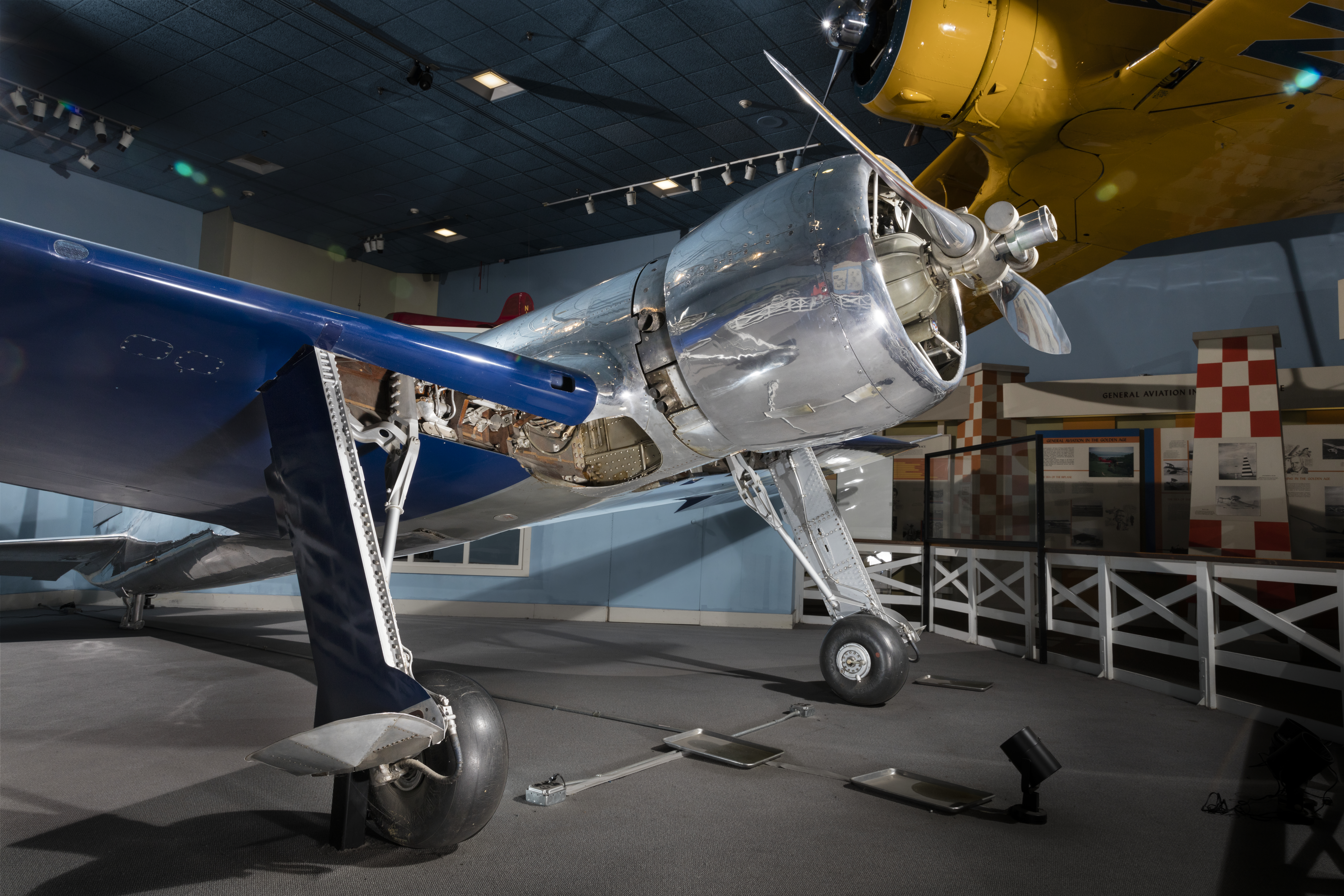
Detail letounu H-1 Racer v muzejní expozici

Letoun byl navržen s velkým důrazem na aerodynamickou čistotu. Měl celokovový duralový skořepinový trup. V jeho konstrukci byly využity hladké zapuštěné šrouby. Hughes osobně dohlížel na to, aby šrouby měly drážky vždy natočeny ve směru letu. Jednomístný kokpit měl snímatelný překryt. Křídlo bylo celodřevěné, aby se mohlo dosáhnout co nejhladšího povrchu. Potahová překližka byla broušena, polepena balonovým plátnem, několikrát lakována, broušena a nakonec navoskována do zrcadlového lesku. Pro letoun byla vyrobena dvě různá křídla. Kratší pro rychlostní lety mělo rozpětí 7,58 metru a širší pro dálkové lety mělo rozpětí 9,75 metru. Hlavní podvozek se zatahoval do křídla. Měl výrazný třímetrový rozchod. Zatahovací byla i záďová ostruha. Letoun poháněl hvězdicový motor Pratt & Whitney R-1535 SA1G Twin Wasp Junior, jehož výkon byl zvýšena na 1000 k (735 kW). Motor byl kryt aerodynamickým prstencem typu NACA. Vrtule byla dvoulistá automatická od společnosti Hamilton Standard.

## Specifikace (H-1 Racer)
Citováno dle

### Technické údaje
- Osádka: 1
- Rozpětí: 7,58 m (krátké křídlo), 9,75 m (dlouhé křídlo)
- Délka: 8,23 m
- Výška:
- Nosná plocha: 12,82 m2 (krátké křídlo), 15,45 m2 (dlouhé křídlo)
- Maximální vzletová hmotnost: 2222 kg (2491 kg při dálkovém leti)
- Pohonná jednotka: 1× hvězdicový motor Pratt & Whitney R-1535 SA1G Twin Wasp Junior
- Výkon pohonné jednotky: 1000 k (735 kW)

### Výkony
- Maximální rychlost: 572 km/h